# アクイラ・ロコリソア
アクイラ・ロコリソア（Akuila Rokolisoa、1995年7月26日 - ）は、ニュージーランドのラグビーユニオン選手。

## プロフィール
- フィジー・ラウトカ出身[1]。
- ポジションはウィング(WTB)。
- 身長 178cm、体重 82kg

## 略歴
2018年、ワールドカップセブンズ2018のニュージーランド代表に選ばれて優勝に貢献。
2024年、パリ五輪の7人制ニュージーランド代表に選ばれた。